# Arkusfunktion
Arkusfunktionen (von lat. arcus „Bogen“), auch zyklometrische Funktionen genannt, sind, wie es ihre alternative Bezeichnung als inverse Winkelfunktionen andeutet, Umkehrfunktionen trigonometrischer Funktionen – die Arkusfunktionen liefern also zu einem gegebenen Winkelfunktionswert den zugehörigen Winkel.
Zu jeder der sechs Winkelfunktionen gibt es eine Arkusfunktion, die in mathematischen Formeln und Gleichungen durch ein vorangestelltes {\displaystyle \operatorname {arc} } oder {\displaystyle \operatorname {a} } vom Kürzel der zugehörigen trigonometrischen Funktion unterschieden wird. Vor allem im englischsprachigen Raum, aber auch auf den Tastaturen der meisten Taschenrechner, findet sich immer häufiger eine Schreibweise mit einem in spitze Klammern gesetzten Exponenten {\displaystyle ^{\langle {-}1\rangle }}, der signalisieren soll, dass es sich um die minus erste Iteration, also die Umkehrfunktion, der Winkelfunktion handelt. Leider werden die spitzen Klammern oft weggelassen, wodurch eine Schreibung {\displaystyle ^{-1}} entsteht, die leicht mit dem Kehrwert verwechselt werden kann. 
| Winkelfunktion | Arkusfunktion  | Kürzel                                                                             | als minus erste Iteration                                                    |
| -------------- | -------------- | ---------------------------------------------------------------------------------- | ---------------------------------------------------------------------------- |
| Sinus          | Arkussinus     | {\displaystyle \arcsin } oder {\displaystyle \operatorname {asin} }                | {\displaystyle \sin ^{\langle {-}1\rangle }} oder {\displaystyle \sin ^{-1}} |
| Kosinus        | Arkuskosinus   | {\displaystyle \arccos } oder {\displaystyle \operatorname {acos} }                | {\displaystyle \cos ^{\langle {-}1\rangle }} oder {\displaystyle \cos ^{-1}} |
| Tangens        | Arkustangens   | {\displaystyle \arctan } oder {\displaystyle \operatorname {atan} }                | {\displaystyle \tan ^{\langle {-}1\rangle }} oder {\displaystyle \tan ^{-1}} |
| Kotangens      | Arkuskotangens | {\displaystyle \operatorname {arccot} } oder {\displaystyle \operatorname {acot} } | {\displaystyle \cot ^{\langle {-}1\rangle }} oder {\displaystyle \cot ^{-1}} |
| Sekans         | Arkussekans    | {\displaystyle \operatorname {arcsec} }                                            | {\displaystyle \sec ^{\langle {-}1\rangle }} oder {\displaystyle \sec ^{-1}} |
| Kosekans       | Arkuskosekans  | {\displaystyle \operatorname {arccsc} }                                            | {\displaystyle \csc ^{\langle {-}1\rangle }} oder {\displaystyle \csc ^{-1}} |

|  |  |
|  |  |

Riemannsche Fläche des komplexen Logarithmus. Die Blätter haben einen Abstand von.

Da die trigonometrischen Funktionen periodische Funktionen sind, sind sie zunächst einmal nicht invertierbar. Beschränkt man sich jedoch auf ein Monotonieintervall der jeweiligen Ausgangsfunktion, z. B. auf das Intervall {\displaystyle [-\pi /2,\pi /2]} oder {\displaystyle [0,\pi ]}, kann die so erhaltene eingeschränkte Funktion sehr wohl invertiert werden. Allerdings überdecken die Monotonieintervalle jeweils nur eine halbe Periode, siehe Abbildung oben. Kennt man jedoch sowohl den Sinus als auch den Kosinus eines Winkels (allgemeiner: komplexe Komponenten), so kann man den Winkel bis auf ganze Perioden {\displaystyle (2\pi )} ermitteln, siehe Abbildung rechts für die Anschauung und arctan2 für die Berechnung.

## Beziehungen zwischen den Funktionen
Siehe auch: Trigonometrische Funktion: Beziehungen zwischen den Funktionen
Arkusfunktionen lassen sich wie folgt ineinander umrechnen (wobei {\displaystyle \operatorname {sgn} } die Vorzeichenfunktion bezeichnet):
|           | arcsin                                                                              | arccos                                                                              | arctan                                                                                                   | arccot | arcsec                                                                                             | arccsc                                                                                             |
| --------- | ----------------------------------------------------------------------------------- | ----------------------------------------------------------------------------------- | --- | --- | -------------------------------------------------------------------------------------------------- | -------------------------------------------------------------------------------------------------- |
| arcsin(x) | {\displaystyle \arcsin(x)}                                                          | {\displaystyle {\frac {\pi }{2}}-\arccos(x)}                                        | {\displaystyle \arctan \left({\frac {x}{\sqrt {1-x^{2}}}}\right)}                                        | {\displaystyle {\frac {\pi }{2}}-\operatorname {arccot} \left({\frac {x}{\sqrt {1-x^{2}}}}\right)}                      | {\displaystyle {\frac {\pi }{2}}-\operatorname {arcsec} \left({\frac {1}{x}}\right)}               | {\displaystyle \operatorname {arccsc} \left({\frac {1}{x}}\right)}                                 |
| arccos(x) | {\displaystyle {\frac {\pi }{2}}-\arcsin(x)}                                        | {\displaystyle \arccos(x)}                                                          | {\displaystyle {\frac {\pi }{2}}-\arctan \left({\frac {x}{\sqrt {1-x^{2}}}}\right)}                      | {\displaystyle \operatorname {arccot} \left({\frac {x}{\sqrt {1-x^{2}}}}\right)}                                        | {\displaystyle \operatorname {arcsec} \left({\frac {1}{x}}\right)}                                 | {\displaystyle {\frac {\pi }{2}}-\operatorname {arccsc} \left({\frac {1}{x}}\right)}               |
| arctan(x) | {\displaystyle \arcsin \left({\frac {x}{\sqrt {1+x^{2}}}}\right)}                   | {\displaystyle {\frac {\pi }{2}}-\arccos \left({\frac {x}{\sqrt {1+x^{2}}}}\right)} | {\displaystyle \arctan(x)}                                                                               | {\displaystyle {\frac {\pi }{2}}-\operatorname {arccot}(x)}                                                             | {\displaystyle {\frac {\pi }{2}}-\operatorname {arcsec} \left({\frac {\sqrt {1+x^{2}}}{x}}\right)} | {\displaystyle \operatorname {arccsc} \left({\frac {\sqrt {1+x^{2}}}{x}}\right)}                   |
| arccot(x) | {\displaystyle {\frac {\pi }{2}}-\arcsin \left({\frac {x}{\sqrt {1+x^{2}}}}\right)} | {\displaystyle \arccos \left({\frac {x}{\sqrt {1+x^{2}}}}\right)}                   | {\displaystyle {\frac {\pi }{2}}-\arctan(x)}                                                             | {\displaystyle \operatorname {arccot}(x)}                                                                               | {\displaystyle \operatorname {arcsec} \left({\frac {\sqrt {1+x^{2}}}{x}}\right)}                   | {\displaystyle {\frac {\pi }{2}}-\operatorname {arccsc} \left({\frac {\sqrt {1+x^{2}}}{x}}\right)} |
| arcsec(x) | {\displaystyle {\frac {\pi }{2}}-\arcsin \left({\frac {1}{x}}\right)}               | {\displaystyle \arccos \left({\frac {1}{x}}\right)}                                 | {\displaystyle {\frac {\pi }{2}}-\arctan \left({\frac {\operatorname {sgn}(x)}{\sqrt {x^{2}-1}}}\right)} | {\displaystyle \operatorname {arccot} \left({\frac {\operatorname {sgn}(x)}{\sqrt {x^{2}-1}}}\right)}                   | {\displaystyle \operatorname {arcsec}(x)}                                                          | {\displaystyle {\frac {\pi }{2}}-\operatorname {arccsc}(x)}                                        |
| arccsc(x) | {\displaystyle \arcsin \left({\frac {1}{x}}\right)}                                 | {\displaystyle {\frac {\pi }{2}}-\arccos \left({\frac {1}{x}}\right)}               | {\displaystyle \arctan \left({\frac {\operatorname {sgn}(x)}{\sqrt {x^{2}-1}}}\right)}                   | {\displaystyle {\frac {\pi }{2}}-\operatorname {arccot} \left({\frac {\operatorname {sgn}(x)}{\sqrt {x^{2}-1}}}\right)} | {\displaystyle {\frac {\pi }{2}}-\operatorname {arcsec}(x)}                                        | {\displaystyle \operatorname {arccsc}(x)}                                                          |

Bei den für {\displaystyle x\in \{-1,0,1\}} verschwindenden Nennern sind die entsprechenden Grenzwerte zu wählen, z. B.:
{\displaystyle \arcsin(-1)=\lim _{x\to -1}\arctan \left({\frac {x}{\sqrt {1-x^{2}}}}\right)=\lim _{y\to -\infty }\arctan(y)=-{\frac {\pi }{2}}}